# Lórév
Lórév je vas na Madžarskem, ki upravno spada pod podregijo Ráckevei Županije Pešta.